# Smiley Smile
A Smiley Smile a The Beach Boys hírhedt 1967-es nagylemeze. Az 1966 őszétől türelmetlenül várt, 1967 májusában félbehagyott SMiLE LP "pótlékaként" kiadott, szándékosan alulprodukált albumot megjelenése idején a popsajtó és az együttes közönsége egyhangúlag lesújtó kudarcként könyvelte el. Az évek során ugyanakkor jócskán megváltozott a lemezről alkotott kritikai és rajongói vélemény, s napjainkra a Smiley Smile a Beach Boys katalógusának kultikus kedvencévé vált.
A "Good Vibrations" kislemez sikere után a SMiLE-t óriási várakozás előzte meg a zenei sajtóban. Májusban az összezavarodott és mélyen depressziós Brian Wilson megszakította a lemez munkálatait, majd nem sokkal később a Beach Boys lemondta fellépését a rocktörténelmi vízválasztónak számító Monterey popfesztiválon is.
Június és július között a zenekar sebtében újrarögzítette az eredeti SMiLE projekt néhány dalát, radikálisan áthangszerelt változatban, és felvettek néhány új számot is. Brian Wilson ezekben a hónapokban nem volt hajlandó betenni a lábát egyetlen lemezstúdióba sem, így az együttes kénytelen volt Wilson nappalijában berendezni egy primitív ministúdiót.
Az előző években kiadott albumok komplex hangszerelései és tökéletes vokálharmóniái után a Smiley Smile radikális váltást jelentett a Beach Boys munkamódszerében: a legalapvetőbb rockhangszerelést (gitár, basszusgitár, dob, orgona) alkalmazó dalokra az együttes tagjai hanyag, helyenként hamis vokálokat énekeltek fel (az ülések nagy része alatt a tagok bevallottan marihuána-befolyás alatt álltak, ez magyarázza a slendrián produkciót, a "Little Pad" című dal hisztérikus nevetésbe torkolló első verzéjét, a szalag sebességének bizarr felgyorsítását a "She's Goin' Bald"-ban, az újrarögzített "Wind Chimes" baljóslatú hangeffektjeit, és egyéb extrém megoldásokat).
A szeptemberben, több hónapnyi hírverés után kiadott Smiley Smile meglehetősen rossz fogadtatásban részesült, és nem is jutott feljebb az albumlista 41. helyénél. Nagy-Britanniában a sajtó és a közönség is jobban fogadta az albumot, amely a brit listán a 9. helyig jutott, és amelyet Nick Kent a New Musical Express-ben "csináld magad-drog-doo-wop"-ként jellemzett.
A Smiley Smile a Beach Boys legellentmondásosabb albuma: sok rajongó totális csődnek tartja a lemezt, míg mások a hatvanas évek egyik legegyedülállóbb popzenei munkájaként jellemzik. Az LP leghíresebb rajongója a Who gitáros-dalszerzője, Pete Townshend.
A Smiley Smile kiadása után Brian Wilson nem volt többé a Beach Boys vezetője. Az album borítója producerként a teljes zenekart jelöli meg, jelezve, hogy Wilson többé nem tudja (vagy nem akarja) ellátni a lemezfelvétellel járó feladatokat. 1967 őszén Wilson négy éven át tartó kreatív aranykora véget ért, a következő években a valahai Beach Boys-vezér mind csökkenő mértékben járult hozzá az együttes albumainak készítéséhez.

## Az album dalai
1. "Heroes and Villains" (Brian Wilson, Van Dyke Parks) – 3:37
  - Szólóvokál: Brian Wilson
2. "Vegetables" (Brian Wilson, Van Dyke Parks) – 2:07
  - Szólóvokál: Brian Wilson és Alan Jardine
3. "Fall Breaks and Back to Winter (Woody Woodpecker Symphony)" (Brian Wilson) – 2:15
  - Szólóvokál: Brian Wilson, Mike Love, Carl Wilson, Dennis Wilson, Alan Jardine és Bruce Johnston
4. "She's Goin' Bald" (Brian Wilson, Mike Love, Van Dyke Parks) – 2:13
  - Szólóvokál: Mike Love, Brian Wilson, Dennis Wilson, Alan Jardine
5. "Little Pad" (Brian Wilson) – 2:30
  - Szólóvokál: Mike Love és Carl Wilson
6. "Good Vibrations" (Brian Wilson, Mike Love) – 3:36
  - Szólóvokál: Carl Wilson, Mike Love és Brian Wilson
7. "With Me Tonight" (Brian Wilson) – 2:17
  - Szólóvokál: Carl Wilson
8. "Wind Chimes" (Brian Wilson, Van Dyke Parks) – 2:36
  - Szólóvokál: Carl Wilson, Mike Love, Brian Wilson, Dennis Wilson és Bruce Johnston
9. "Gettin' Hungry" (Brian Wilson, Mike Love) – 2:27
  - Szólóvokál: Mike Love és Brian Wilson
10. "Wonderful" (Brian Wilson, Van Dyke Parks) – 2:21
  - Szólóvokál: Carl Wilson
11. "Whistle In" (Brian Wilson) – 1:04
  - Szólóvokál: Mike Love és Carl Wilson

### Kislemezek
- "Good Vibrations"/"Let's Go Away For Awhile" (Capitol 5676), 1966. október 10. US #1; UK #1 (A brit kiadás B-oldalán az All Summer Long album "Wendy" című dala szerepel)
- "Heroes and Villains"/"You're Welcome" (Brother 1001), 1967. július 31. US #12; UK #8
- "Gettin' Hungry"/"Devoted to You" (Brother 1002), 1967. augusztus 28. (A kislemez "Brian and Mike" név alatt jelent meg, és nem került fel a listákra)
- "Wild Honey"/"Wind Chimes" (Brother 2028), 1967. október 23. US #31; UK #29
  - A Smiley Smile jelenleg egy CD-n kapható a Wild Honey-val, 1966-67-ben felvett, korábban kiadatlan bónuszdalokkal kiegészítve.
  - A Smiley Smile (Brother T-9001) a 41. helyig jutott az Egyesült Államokban, 21 hetet töltött a listán.

## Külső hivatkozások
- A Smiley Smile dalszövegei Archiválva 2007. szeptember 27-i dátummal a Wayback Machine-ben
- "Little Pad" – az Olivia Tremor Control feldolgozása